# Broken arrow (kodord)
Broken arrow är ett kodord som den amerikanska militären använt sig av. Kodordet åberopas när ett kärnvapen har tappats bort, avfyrat eller tänts. Det har varit ett trettiotal sådana amerikanska incidenter sedan kärnvapnen uppfanns.